# 16852 Nuredduna
16852 Nuredduna este un asteroid din centura principală de asteroizi.

## Descriere
16852 Nuredduna este un asteroid din centura principală de asteroizi. A fost descoperit pe 21 decembrie 1997 la Costitx de Ángel López și Rafael Pacheco. Asteroidul prezintă o orbită caracterizată de o semiaxă mare de 2,26 ua, o excentricitate de 0,19 și o înclinație de 4,1° în raport cu ecliptica.